# Crepicardus
Crepicardus is een geslacht van kevers uit de familie  
kniptorren (Elateridae).
De wetenschappelijke naam van het geslacht werd in 1857 gepubliceerd door Ernest Candèze.

## Soorten
Het geslacht omvat de volgende soorten:
- Crepicardus candezei (Fairmaire, 1880)
- Crepicardus cribricollis Fleutiaux, 1929
- Crepicardus fleutiauxi Girard, 1975
- Crepicardus klugii (Laporte, 1838)
- Crepicardus madagascariensis Fleutiaux, 1929
- Crepicardus mocquerysi Fleutiaux, 1929
- Crepicardus niger (Candèze, 1895)
- Crepicardus puncticollis Fleutiaux, 1929
- Crepicardus raffrayi (Fairmaire, 1884)
- Crepicardus trisulcatus (Candèze, 1893)